# Zortéa
Zortéa es un municipio brasileño del estado de Santa Catarina. Tiene una población estimada al 2022 de 3 930 habitantes. Pertenece a la Región metropolitana de Contestado.

## Toponimia
El nombre deriva de Antônio Zortéa Primo, uno de los pioneros y fundadores del municipio, oriundo de la región de Valsugana, en la Provincia autónoma de Trento, Trentino-Alto Adigio, Italia. El nombre actual se debe al aportuguesamiento de la palabra original.

## Historia
La localidad fue colonizada por descendientes italianos, mayoritariamente de Trento, en 1910 con la construcción del Ferrocarril São Paulo/Rio Grande do Sul.
El municipio se estableció el 1 de enero de 1997, separándose de Campos Novos.